# Praline
Een praline is een specifiek type chocolade bonbon. Een stuk zoetigheid met een chocoladelaagje omringd, dat verschillende vullingen kan hebben. Gebruikelijk is een vulling op basis van noten, praliné, of op basis van room, een ganache. Andere mogelijkheden zijn marsepein, noga of gedroogd fruit. Soms zijn pralines gevuld met sterke drank, met name likeur.
De praline is een specialiteit van België en dan met name van de stad Brussel. Een praline is een specifieke bonbon, een chocoladebonbon met een vulling. Enkele grotere Belgische merken zijn Leonidas, Godiva met Pierre Draps en Neuhaus. Ook in Nederland worden ambachtelijke pralines, onder de naam bonbons, gemaakt.

## Herkomst

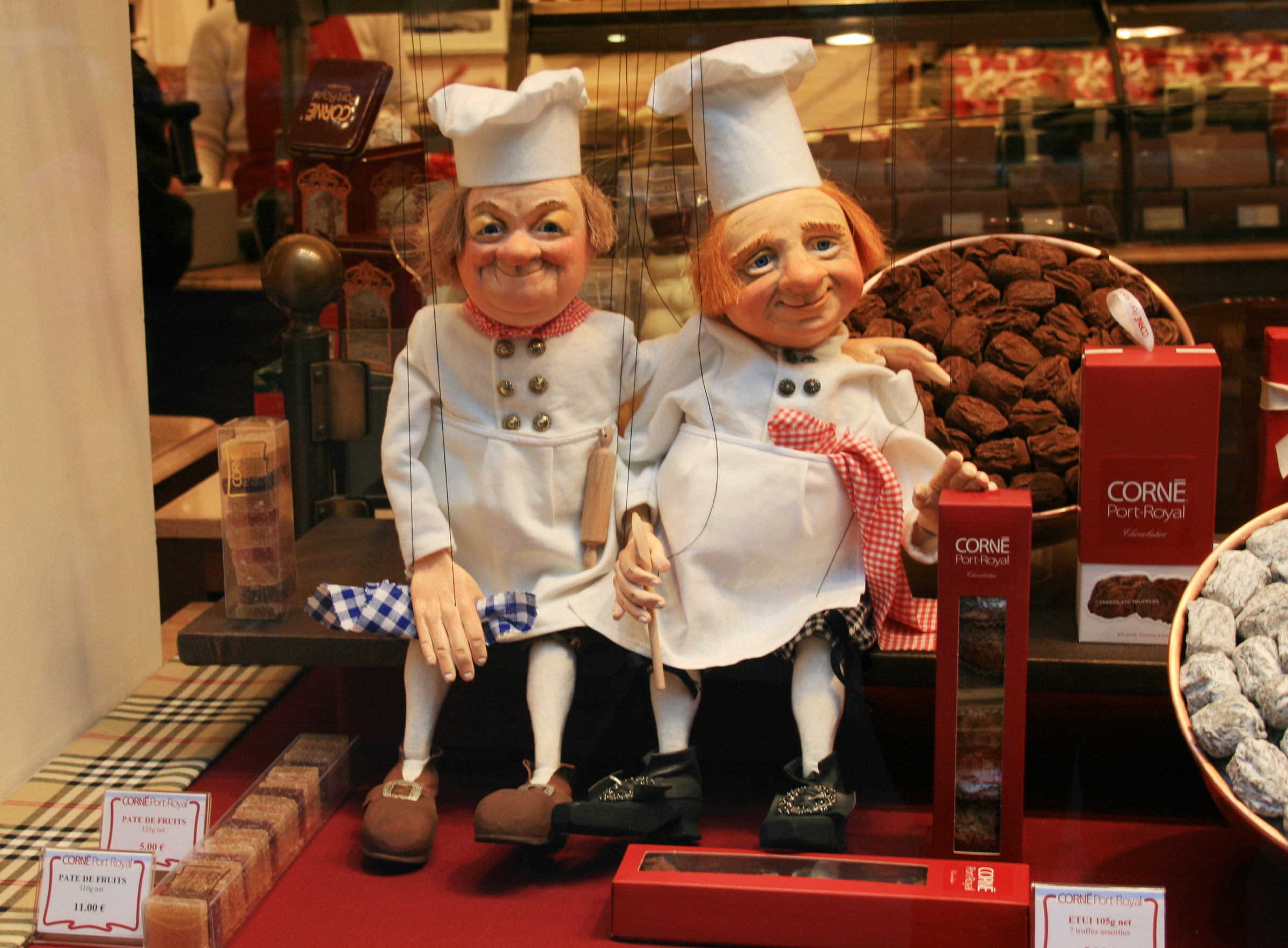
Praline-shop in Brussel

Jean Neuhaus Jr. was de bedenker van de praline. Hij was de kleinzoon van Jean Neuhaus, en Zwitser van Italiaanse afkomst die in België een apotheek was begonnen in de Brusselse Koninginnegalerij. Zijn familie maakte al jarenlang snoepjes met een medische werking. In 1912 maakte hij de eerste gevulde chocoladebonbon. Hij gaf hier de naam praline aan. Een naam die al een langer verleden kent. Cesar de Choiseul, hertog van Plessis-Praslin (1598-1675) had een kok, genaamd Lassagne, die al een bonbon maakte, een gegrilde en gekaramelliseerde amandel. Het woord praline is van de naam Praslin afgeleid.

## Productie
Sommige luxe pralines worden nog met de hand gemaakt door een chocolatier, maar verreweg de meeste komen uit een fabriek. Er zijn grofweg twee methoden om een praline te maken:
- Met een vloeibare vulling: Eerst wordt warme chocolade in een vorm gegoten. Zodra de chocolade gestold is, ontstaat hieruit een bakje. Dat heeft de vorm van de bonbon, maar dan ondersteboven. Dit bakje wordt gevuld met de vloeistof, bijvoorbeeld likeur. Hierna wordt het bakje afgedekt met een laagje gesmolten chocolade. Wanneer deze laag ook gestold is, is de praline klaar.
- Met een zachte (gelaagde) vulling: Eerst wordt een platte laag chocolade, van slechts enkele millimeters dik, gemaakt. Hier overheen wordt de vulling aangebracht. Dit zijn één of meerdere lagen. Nu wordt het geheel in blokjes (of een andere vorm) gesneden. De verschillende vormpjes worden overgoten met chocolade en wanneer ook deze buitenste laag gestold is, zijn de pralines klaar.

Eventueel kan nog een patroon of een versiering op de praline worden aangebracht met een andere kleur chocolade. Er zijn bonbons waarbij ter versiering bladgoud wordt gebruikt.

## Pralinetermen
Het maken van pralines brengt vaak vaktermen met zich mee, zoals enroberen, tempereren en ganache.

### Ganache
De ganache is de zachte kern van een praline. Het is een mengsel van chocolade, ongeklopte room en andere ingrediënten die naar smaak kunnen worden toegevoegd. Ganache wordt gemaakt door de chocolade au bain-marie te smelten. In een aparte pan wordt de ongeklopte room kort aan de kook gebracht. Hierna worden de chocolade en room samengevoegd. Op dat moment kunnen er eventueel extra ingrediënten bij. Dit mengsel wordt nu gekoeld op kamertemperatuur of met een koelkast, afhankelijk van het recept. Na een periode van een half uur tot meerdere uren is de ganache klaar en kan ermee gewerkt worden.

### Enroberen
Het enroberen is omhullen van de ganache met een laagje gesmolten chocolade. Hiermee wordt de schil ofwel coating van de praline gevormd. Afhankelijk van het recept kan geënrobeerd worden met witte, pure of melkchocolade.

### Tempereren
Met tempereren wordt de chocolade in een specifieke kristalvorm gebracht, waardoor deze stevig en glanzend wordt. De chocolade wordt hierbij gesmolten en verhit tot een temperatuur boven 40 °C, vervolgens bewegend teruggekoeld naar ca. 27 °C en daarna weer verhit naar 31 °C. De chocolade kan vervolgens in een vorm worden gegoten en zal hard en glanzend afkoelen.